# Robert Cormier (imprimeur)
Pour les articles homonymes, voir Cormier (homonymie).
Robert Cormier est un imprimeur français du XVIIe siècle, fils d'Ambroise Cormier.

## Biographie
La famille Cormier, qui donna à Laval ses deux premiers imprimeurs, dont quelques productions sont connues, était originaire du Mans et assez bien apparentée,
puisque nous voyons parmi ses membres des prêtres, un écuyer, des notaires.
Dès l'année 1651, Ambroise Cormier avait pour successeur Robert Cormier, son fils suivant toute probabilité. Il est supposé être aussi filleul de Robert Le Bret, curé de Nuillé-sur-Vicoin. Celui-ci aura voulu donner son nom au fils de celui dont il avait béni le mariage.
Robert Cormier prit pour marque typographique un cormier, avec cette légende : Sorbus utilis inter arbores.